# Malwarebytes
Malwarebytes (précédemment Malwarebytes' Anti-Malware (MBAM)) est un logiciel créé pour détecter et supprimer les logiciels malveillants. Créé par la société californienne Malwarebytes Corporation basée à San José, il a été diffusé pour la première fois au grand public en janvier 2008. Une version gratuite est disponible, scannant et détruisant les logiciels malveillants (principalement chevaux de Troie et logiciels espions), ainsi qu'une version payante qui permet des scans planifiés, une protection en temps réel ainsi qu'une protection de la navigation en ligne, bloquant ainsi les pages malveillantes. Depuis sa version 3.0 Malwarebytes fait office d'anti-virus à part entière. Son utilisation reste cependant compatible en complémentarité d'un autre logiciel anti-virus.

## Description
MBAM a été créé pour trouver des logiciels malveillants que les autres anti-virus ou anti-spyware ne trouvent généralement pas comme les publiciels et les logiciels espions, entre autres. MBAM scanne par lots, plutôt que de scanner chaque fichier ouvert, ce qui réduit les interférences lorsque le logiciel anti-espion est en train de tourner,.
MBAM est disponible en version gratuite ou payante. La version gratuite doit être démarrée manuellement, tandis que la version payante planifie automatiquement des scans. La version payante ajoute également une protection en temps réel, des blocages basés sur l'IP pour empêcher l'accès à des sites malveillants et le déclenchement de logiciels malveillants par Flash.
MBAM est disponible dans plus de 30 langues.
Malwarebytes a pour cible autant les particuliers avec leurs versions gratuites ou payantes, que les TPE et PME pour pouvoir sécuriser leur informatique et les utilisateurs déjà existants.

### Accueil
Preston Gralla du magazine PC World estime que « utiliser Malwarebytes' Anti-Malware est la simplicité même ». CNET juge Malwarebytes comme un logiciel utile pour lutter contre le logiciel espion MS Antivirus, et a été classé dans le top 25 des meilleures applications sur ordinateur,. Bleeping Computer liste Malwarebytes' Anti-Malware comme une bonne méthode pour supprimer des fausses applications telles que MS Antivirus,.
Mark Gibbs de Network World (en) attribue à Malwarebytes' Anti-Malware 4 étoiles sur 5. PC Magazine attribue à Malwarebytes' Anti-Malware 3,5 étoiles sur 5, notant que bien que le logiciel soit utile pour supprimer les logiciels espions, il a du mal concernant les keyloggers (ou enregistreurs de frappe) et rootkits.